# Історія Османської імперії
Історія Османської імперії налічує більше 600 років. Османська імперія існувала з 1299 по 1923 роки. Протягом її історії нею правили 35 султанів. Першим султаном був бей (князь) одного з багатьох сельджуцьких племен західної Анатолії Осман 1.Найбільшої територіального розширення та економічної могутності досягла за правління Сулеймана Пишного. На кінець його правління володіння Османської імперії простягалися на три континенти-Азію, Африку та Європу. В 1922 році султанат був скасований Ататюрком та було проголошено Турецьку республіку.

## Утворення імперії

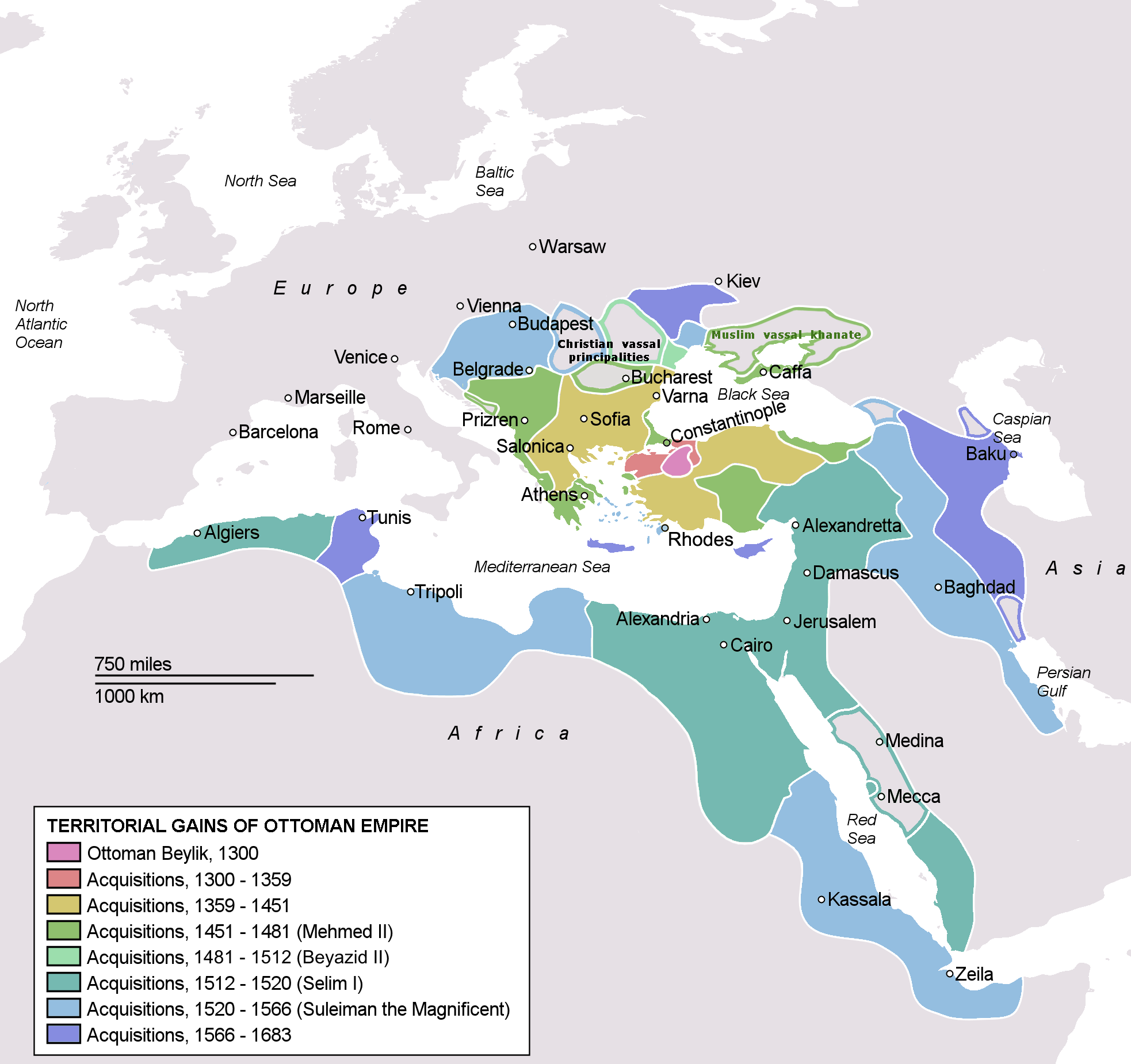

Територіальна експансія Османської імперії

Осман, син і спадкоємець Ертогрула (1288—1326), в боротьбі з безсилою Візантією приєднував до своїх володінь область за областю, але, попри зростаючу могутність, визнавав свою залежність від Коньї. У 1299 р., після смерті Алаеддіна, він прийняв титул «султан» і відмовився від визнання влади його спадкоємців. За його іменем турки стали називатися османськими турками або османами. Влада їх над Малою Азією розповсюджувалася та зміцнювалася, і султани Коньї не змогли перешкодити цьому. Поштовхом до масової тюркизації стало те, що протягом XI—XII ст. в Анатолію переселилися від 0,5 до 1,1 млн тюркських кочовиків.
Османи запозичували від завойованих греків дещо з грецької культури. Відтоді у них виникає і швидко збільшується, принаймні кількісно, власна література, хоч і вельми мало самостійна. Вони піклуються про підтримку торгівлі, землеробства і промисловості в завойованих областях, створюють добре організовану армію. Розвивається могутня військова держава, але не ворожа культурі; у теорії вона є абсолютистською, але насправді полководці, яким султан давав різні області в управління, часто виявлялися самостійними і неохоче визнавали верховну владу султана. Нерідко грецькі міста Малої Азії добровільно віддавали себе під заступництво могутнього Османа.
Син і спадкоємець Османа Орхан I (1326—59) продовжував політику батька. Він вважав своїм покликанням об'єднати під своєю владою всіх правовірних, хоча насправді завоювання його прямували більш на захід, в країни, населені греками, ніж на схід, в країни, населені мусульманами. Він дуже майстерно користувався внутрішніми розбратами у Візантії. Сторони, що сперечаються, зверталися до нього як до третейського судді. У 1330 р. він завоював Нікею, найважливішу з візантійських фортець в Азії. Услід за тим під владу османів потрапила Нікомедія і вся північно-західна частина Малої Азії до Чорного, Мармурового і Егейського морів. Нарешті в 1356 р. османське військо під головуванням Сулеймана, сина Орхана, висадилося на європейському березі Дарданелл і оволоділо Галліполі і його околицями.
У діяльності Орхана з внутрішнього управління державою його постійним радником був його старший брат Аладдін, який (єдиний приклад в історії Туреччини) добровільно відмовився від прав на престол і прийняв пост великого візира, спеціально для нього установлений, але збережений і після нього. Для полегшення торгівлі було врегульовано монетну справу. Орхан карбував срібну монету — акче від свого імені і з віршем з Корану. Він побудував собі у щойно завойованій Бурсі (1326) розкішний палац, за високими воротами якого османський уряд отримав назву «Високої Порти» (дослівний переклад з Османської BabBab-ı Âlî — «високі брами»), яка нерідко переноситься на саму Османську державу.
У 1328 р. Орхан дав своїм володінням нове, великою мірою централізоване управління. Вони були розділені на 3 провінції (пашалики), які поділялися на округи, санджаки. Цивільне управління було пов'язане з військовим і підпорядковане йому. Орхан поклав початок війську яничарів, що вербувалось з християнських дітей (спочатку 1000 осіб; пізніше число це значно зросло). Попри значну частку терпимості до християн, релігія яких не переслідувалася, християни масами переходили в іслам, оскільки це відкривало доступ до почестей і грошових привілеїв.

## Завоювання в Європі до узяття Константинополя (1306—1453)
1352 р. — захоплення Дарданелл.

## З 1358 до Косового поля
Після узяття Галліполі османи закріпилися на європейському березі Егейського моря, Дарданелл і Мармурового моря. Сулейман помер у 1358, і Орхану успадковував другий його син, Мурад (1359—1389), який хоч і не забував про Малу Азію і завоював в ній Ангору, але центр тяжіння своєї діяльності переніс до Європи. Завоювавши Фракію, він 1365 року переніс свою столицю в Адріанополь. Візантійська імперія була зведена до самого лише Константинополя з найближчими його околицями, але ще майже сторіччя волочила своє мізерне існування.
Завоювання Фракії привело османів до найближчого зіткнення із Сербією і Болгарією. Найкращі дні обох держав вже минули; Сербія зі смертю Уроша V (1367) стала ареною розбратів через права на престол, Болгарія теж була слабка. За декілька років обидві країни втратили значну частину своїх територій, зобов'язалися даниною і стали залежними від султана. Взагалі царювання Мурада було сповнене яскравих перемог. Проте перші ознаки майбутнього розкладання позначилися вже при ньому. У його власному палаці була складена змова, на чолі якої стояв один з його синів; змова була розкрита, син султана страчений — перший приклад, за яким пішли численні інші.
При вступі на престол наступних султанів, починаючи з Баязіда, увійшло до звичаю вбивати найближчих родичів для уникнення сімейного суперництва за престол; цей звичай дотримувався хоч і не завжди, але часто. Коли родичі нового султана не представляли за своїм розумовим розвитком або з інших причинах ані найменшої небезпеки, вони лишались в живих, але їхній гарем складався з невільниць, зроблених безплідними за допомогою операції.

### Битва на Косовому полі
У 1389 році сербський князь Лазар почав нову війну з османами. На Косовім полі 28 червня 1389 року його армія з 80 тисяч воїнів зійшлася з 300-тисячною армією Мурада. Сербська армія була знищена, князь убитий; у битві загинув і Мурад. Формально Сербія зберігала ще свою незалежність, але вона платила данину і зобов'язалася поставляти допоміжне військо.

### Вбивство Мурада
У сербської сторони, тобто сторони князя Лазара, був сербський солдат Мілош Обилич. Він розумів, що виграти цю велику битву шанси у сербів невеликі і вирішив пожертвувати своїм життям. Він придумав хитру операцію. Під час битви Мілош пробрався до шатра Мурада, удавши з себе важливого радника султана. Підкравшись до Мурада, він заколов його. Вмираючи Мурад все ж таки встиг покликати на допомогу. Але це не допомогло. Однак самого Мілоша повісили.

### Початок XV століття

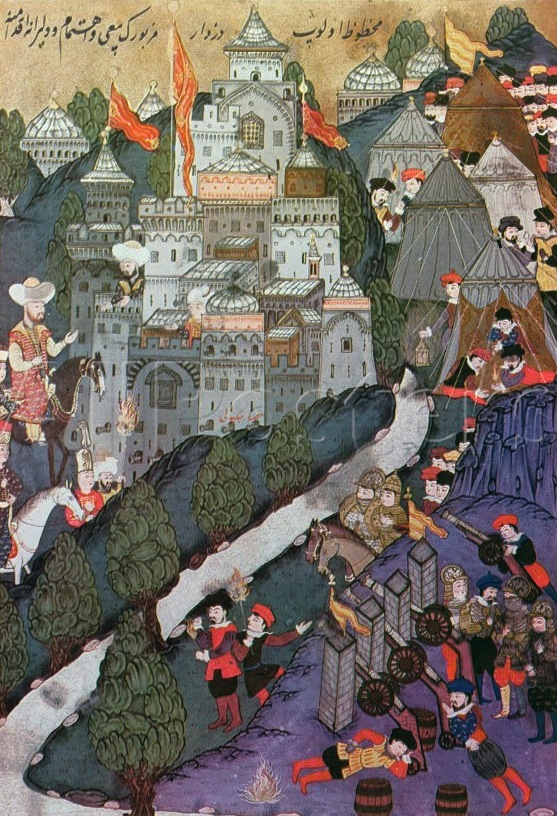
Битва при Нікополі, 1396

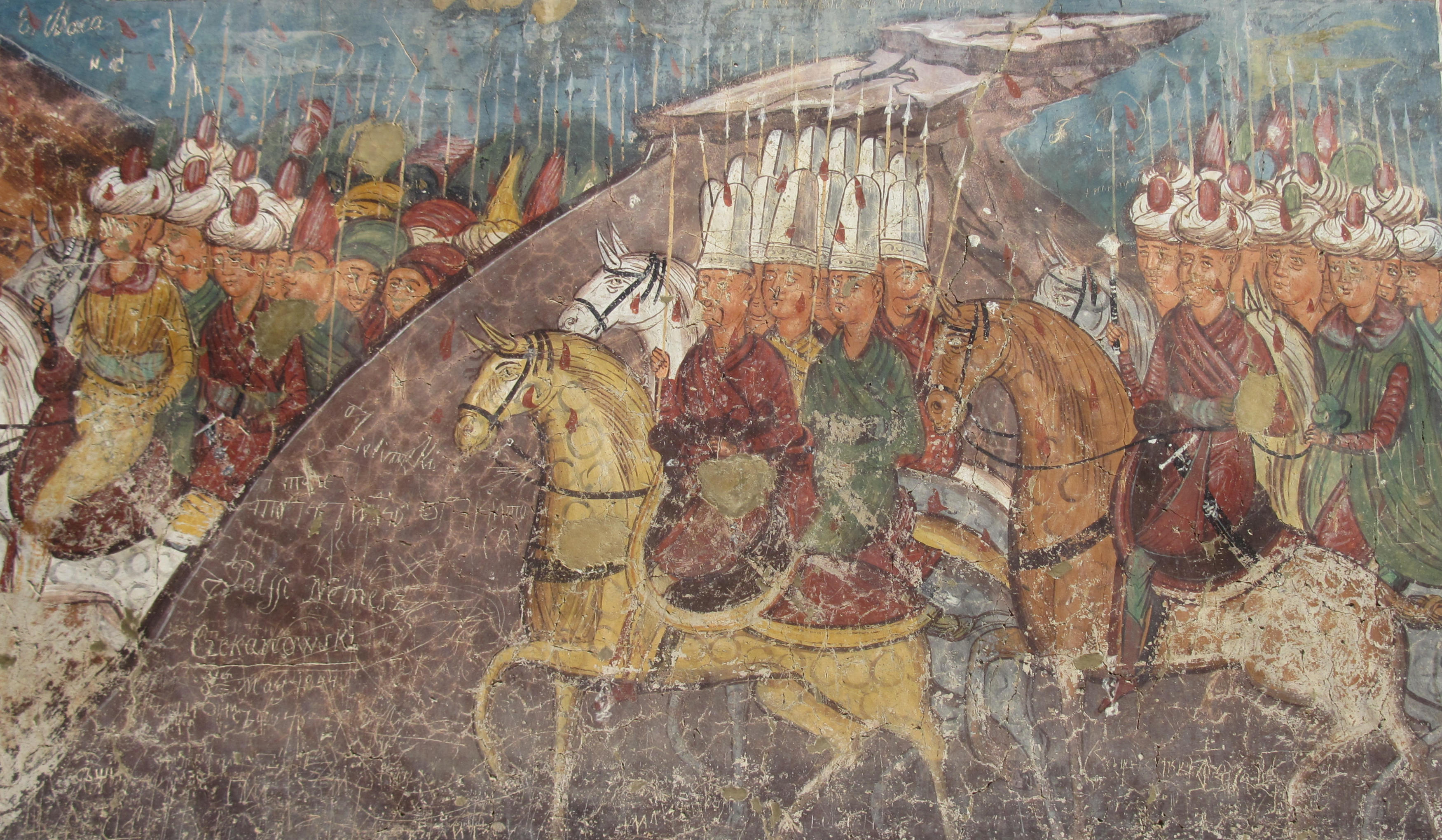
Османська армія до взяття Константинополя в 1453, Монастир Молдовіца

Син Мурада Баязид (1389—1402) одружився з дочкою Лазара і цим набув формальне право втручатися у вирішення династичних питань в Сербії (коли Стефан, син Лазара, помер без спадкоємців). У 1393 Баязид узяв Тирново (він задушив болгарського царя Шишмана, син якого врятувався від загибелі прийняттям ісламу), завоював всю Болгарію, Валахію зобов'язав данню, підкорив Македонію і Фессалію та проник до Греції. У Малій Азії його володіння розширилися далеко на схід за Кизил-Ірмака (Галіс).
1396 року під Нікополем він розбив християнське військо, зібране у хрестовий похід королем Сигизмундом Угорським.
Вторгнення Тимура на чолі тюркських військ в азійські володіння Баязида примусило його зняти облогу Константинополя і особисто зі значними силами кинутися назустріч Тимуру.
У битві при Ангорі 1402 року він був на голову розбитий і потрапив у полон, де за рік (1403) помер. У цій битві загинув і значний сербський допоміжний загін (40 000 осіб).
Полон, а потім смерть, Баязида загрожували державі розпадом на частини. У Адріанополі проголосив себе султаном син Баязида Сулейман (1402—1410), захопивши владу над османськими володіннями на Балканському півострові, в Бурсі — Іса, в східній частині Малої Азії — Мехмед I. Тимур прийняв послів від усіх трьох претендентів і всім трьом обіцяв свою підтримку, скоріш за все, бажаючи ослабити османів, але він не знайшов можливим продовжувати завоювання і пішов на схід.
Мехмед скоро переміг, убив Ісу і запанував над всією Малою Азією. 1413 року, після смерті Сулеймана (1410) і поразки та смерті брата Муси, його спадкоємця, Мехмед відновив свою владу і над Балканським півостровом. Його царювання було порівняно мирним. Він прагнув зберегти мирні відносини зі своїми християнськими сусідами, Візантією, Сербією, Валахією і Угорщиною, уклав з ними договори. Сучасники характеризують його як справедливого, покірливого, миролюбного та освіченого правителя. Йому не раз, проте, доводилося мати справу з внутрішніми повстаннями, з якими він розправлявся вельми енергійно.
Подібними повстаннями почалося і правління його сина Мурада II (1421—1451). Його брати, щоб запобігти смерті, встигли завчасно втекти до Константинополя, де зустріли дружний прийом. Мурад негайно рушив на Константинополь, але встиг зібрати всього тільки 20-тисячне військо і тому програв. Проте за допомогою підкупів йому вдалося незабаром після того захопити і задушити своїх братів. Облогу Константинополя довелося зняти, і Мурад звернув свою увагу на північну частину Балканського півострова, а пізніше — на південну. На півночі проти нього зібралася гроза з боку трансільванського воєводи Мат'яша Хун'яді, який взяв над ним перемоги при Германштадті (1442) і Ніші (1443), але внаслідок значної переваги сил османів був на голову розбитий на Косовому полі. Мурад заволодів Салоніками (раніше тричі завойованими османами і знов втраченими ними), Коринфом, Патрасом і значною частиною Албанії.
Сильним супротивником його виявився вихований при османському дворі і улюбленець Мурада албанський заручник Іскандер-бег (або Скандербег), що прийняв іслам і сприяв його поширенню в Албанії. Потім він хотів вчинити новий напад на Константинополь, безпечний для нього у військовому відношенні, але дуже цінний через географічне розташування міста. Смерть перешкодила йому виконати цей план, здійснений його сином Мехмедом II (1451—81).

## Взяття Константинополя
Приводом для війни послужило те, що Констянтин XI Драгаш, імператор візантійський, не побажав видати Мехмеду його родича Орхана (сина Сулеймана, внука Баязида), якого приберігав для збудження смути як можливого претендента на османський престол. Під владою візантійського імператора була тільки невелика смуга землі на березі Босфору; чисельність війська його не перевищувала 6000, а характер управління імперією робив її ще слабкішою. У самому місті жило вже чимало османів; візантійському уряду починаючи ще з 1396 р. доводилося дозволяти спорудження мусульманських мечетей поряд з православними храмами. Тільки надзвичайно зручне географічне положення Константинополя і міцні укріплення давали можливість чинити опір.
Мехмед II направив проти міста армію в 250 000 воїнів і флот до 420 невеликих парусних суден, що блокували вхід в Золотий Ріг. Озброєння греків і їхнє військове мистецтво було дещо вище османського, але і османи встигли досить добре озброїтися. Ще Мурад II влаштував декілька заводів для відливання гармат і виробляння пороху, якими керували угорські і інші християнські інженери, що прийняли іслам заради вигод ренегатства. Багато османських гармат чинили багато шуму, але не завдавали справжньої шкоди ворогові; деякі з них розірвалися і перебили значну кількість османських вояків. Мехмед почав попередні облогові роботи восени 1452 р., а у квітні 1453 р. розпочав справжню облогу. Візантійський уряд звертався за допомогою до християнських держав; папа поспішив відповісти обіцянкою проповіді хрестового походу проти османів, якщо тільки Візантія погодиться на об'єднання церков; візантійський уряд з обуренням відкинув цю пропозицію. З інших держав тільки Генуя прислала невелику ескадру з 6000 осіб під головуванням Джустініані. Ескадра хоробро прорвала османську облогу і висадила на березі Константинополя десант, який подвоїв сили греків. Упродовж двох місяців тривала облога. Значна частина населення втратила голову і замість того, щоб стати в ряди бійців, молилася в церквах; армія, як грецька, так і генуезька, чинила опір надзвичайно мужньо. На чолі її стояв імператор Констянтин XI Драгаш, який бився з мужністю відчаю і загинув в сутичці. 29 травня османи увірвався в місто, де розпочали страшну різанину.

## Розквіт османської могутності (1453—1614)
Узяття Константинополя зробило османську державу могутньою державою. Це була вже не орда в 50 000 чоловіків і жінок; це була держава, здатна виставити армію в 250 000 осіб, зберігаючи в той же час сильні гарнізони в різних місцях великої території.
Таке зростання чисельності османів пояснюється легкістю, з якою вони асимілювали інші народності, тюркські племена Анатолії, греків, слов'ян; з середовища останніх османами ставали ті, хто погоджувався пожертвувати релігією заради придбання привілейованого положення — а таких було чимало. Балканські народи повинні були платити податок не тільки грошима (джиз'є), але і дітьми (девширме), з яких після звернення в іслам виховували яничарів і капи-кулу, — особистих рабів султана. Батьки часто самі добровільно віддавали своїх дітей османським чиновникам, оскільки при дворі раби досягали іноді дуже високого положення. Походження від християнських батьків аніскільки не заважало кар'єрі. Так, великим візиром при Мехмеді II був Махмуд-паша, син православних серба і гречанки. При Сулеймані Кануні великим візиром був також колишній раб Мехмед-паша Соколлу (Соколович).
Зміна фізичних рис османів прискорювалося тим, що гарем османів здебільшого складався з полонянок європейського або кавказького походження. У політичному і культурному відношенні завойовники Константинополя теж далеко не були османською ордою; вони були великою державою зі складною адміністрацією і складним характером життя. Власне османи складали в ньому привілейований, переважно військовий, також чиновницький прошарок, але зовсім не замкнуту касту. Виключно з них призначалися адміністратори і судді; вони ж були армією.
Військової повинності для підкорених християнських народів османи ніколи не вводили, хоча брали іноді допоміжні загони у васальних народів. Багато османів отримували у вигляді нагород або іншим способом набували значних земельних володінь (чифліки) і були великими землевласниками, що господарювали в своїх маєтках за допомогою кріпацької праці підвладного християнського населення.
Поряд з ними з'явилися і дрібні землевласники-селяни, частково османи, але переважно греки, серби або болгари, що прийняли іслам. Втім, і положення завойованих християнських народів під владою османів (окрім, зрозуміло, рабів) було, особливо спочатку, не особливо важким, ймовірно, дещо легшим, ніж положення нижчих класів народу в тодішній Західній Європі. Скорені народи були цінні для османів як платники податків; позбавляти їх можливості працювати за більш-менш нормальних умов не мало сенсу.
Османи свідомо зберігали місцеве самоврядування підвладної «райї»; про релігійні переслідування вони і не думали. Негайно після узяття Константинополю Мехмед запропонував грецькому духівництву вибрати нового патріарха (колишній був убитий під час облоги) і негайно затвердив обраного. Для його охорони була приставлена варта з яничарів, що відразу додало йому характер османського чиновника. Патріарх разом з собором набув значення верховного управління над греками і суду в суперечках між ними. Вони могли призначати грекам покарання, до страти включно, і османська влада зазвичай без заперечень виконувала їх. Так само поступали османи і з іншими народами. Цим вони легко примиряли їх на початку зі своєю владою, але церква ставала силою, яка згодом немало сприяла звільненню цих народів. У перші сторіччя османи майстерно сіяли розбрати між греками, сербами і болгарами за допомогою окремих привілеїв на користь то однієї, то іншої народності.

### Суспільні відносини
Поряд з кріпосним правом існувало і справжнє рабство: раби використовувались переважно як домашня прислуга, рабині — як наложниці в гаремі. Торг невільниками проводився в досить широких розмірах в Константинополі і в інших містах. Цивільне управління стояло на дуже низькому рівні; чиновники і судді дивилися на свої посади як на засіб збагачення; процвітало найгрубіше хабарництво. Султани намагалися боротися з цим злом; так, Баязид I в один день повісив 80 суддів, викритих в хабарництві, але за відсутності правильно організованого контролю з боку суспільства або хоч би уряду, при затурканості населення, позбавленого можливості протестувати, подібні заходи не приводили до бажаних результатів. Духовне управління Мехмед II передав у верховне завідування муфтія, або шейх-уль-іслама, духовного голови всіх правовірних, що призначався султаном. Фетви (ухвали), які він видавав, мали характер діючого права. Нерідко, попри всю обачність при їх призначенні, шейхи-уль-іслам виявлялися сильними супротивниками того або іншого султана; іноді при їх допомозі здійснювалися державні перевороти. Шейх-уль-іслам стояв також на чолі суду.

### Армія
Попри безперечну хоробрість османських солдатів, військове мистецтво і організація армії стояли так невисоко порівняно з військовим мистецтвом європейців, що тільки значна чисельна перевага давала можливість османам отримувати свої гучні перемоги; так, в другій битві на Косовому полі чисельність армії Хун'яді визначається в 30 000 вояків, тоді як османська армія досягала 150 000; і все-таки битва тривала 3 дні і не менше 30 000 османів залишилися на місці битви. У морській битві з Генуєю під Константинополем навіть значна перевага сил не допомогла османам. Доки можливі були завоювання, що примушували народ напружувати всі свої сили, доти Османська імперія могла зберігати своє існування; але достатніх внутрішніх сил для культурного розвитку у неї не було, і з припиненням завоювань повинні були початися політичний розпад і внутрішнє розкладання.

### Завоювання

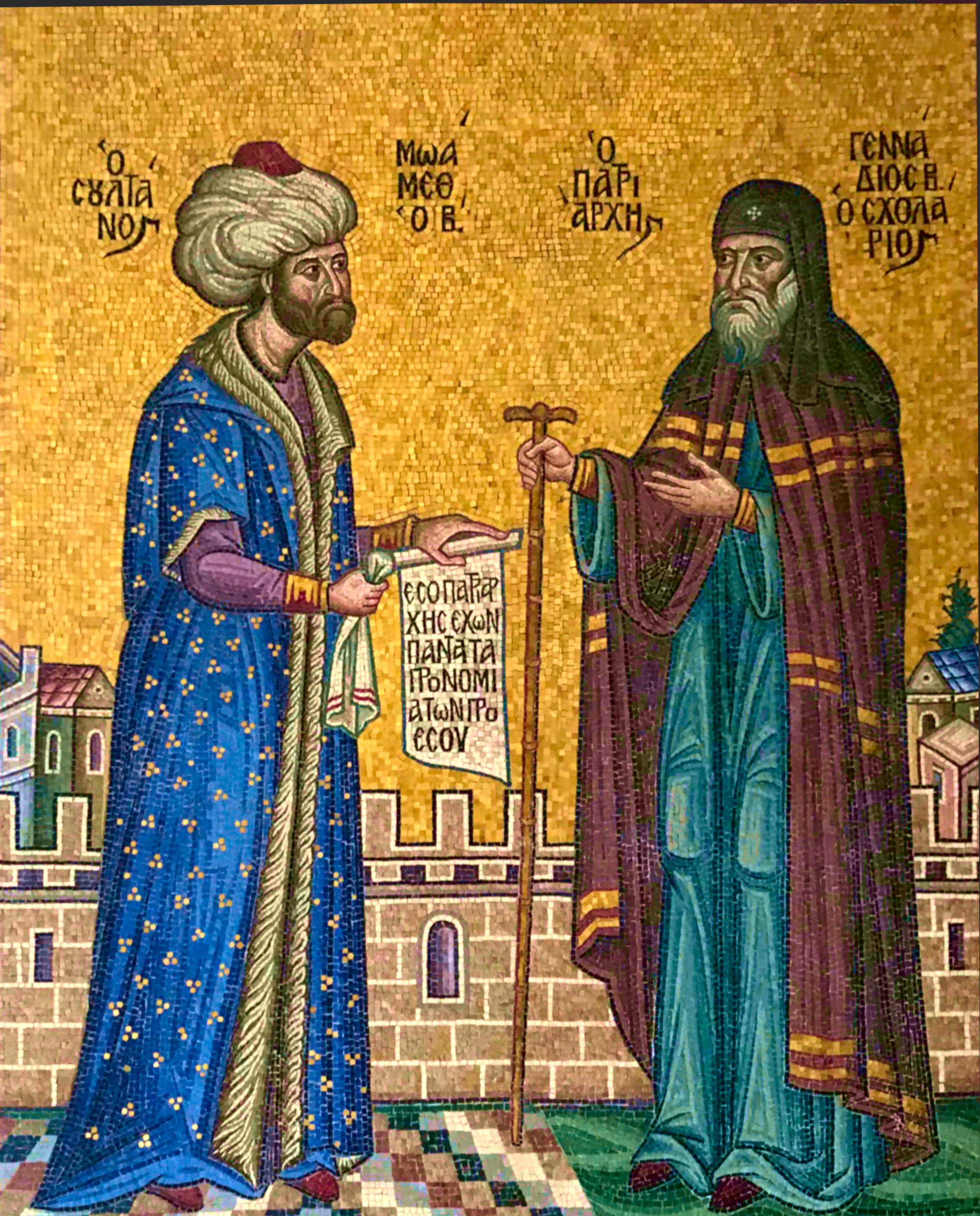
Мехмет Фатіх вітає Геннадія Схоларія (Вселенського патріарха Константинополя з 1454 по 1464)

Епоха могутності Османської імперії тривала понад 150 років. У 1459 р. була завойована вся Сербія (окрім Белграда, узятого в 1521 р.) і перетворена в Османський пашалик. У 1460 р. завойовано Афінське герцогство і услід за ним майже вся Греція, за винятком деяких приморських міст, що залишилися під владою Венеції. У 1462 р. завойований острів Лесбос і Валахія, в 1463 р. — Боснія.
Завоювання Греції привело османів до зіткнення з Венецією, що вступила в коаліцію з Неаполем, папою і Караманом (самостійним мусульманським ханством в Малій Азії, в якому панував хан Узун Хасан).
Війна тривала 16 років в Мореї, на Архіпелазі і в Малій Азії одночасно (1463—79) і закінчилася перемогою Османської держави. Венеція за Константинопольським миром 1479 р. поступилася османам декількома містами в Морії, острів Лемнос і інші острови Архіпелагу (османи захопили Негропонте ще в 1470 р.); Караманське ханство визнало владу султана. Після смерті Скандербега (1467) османи захопили Албанію, потім Герцеговину. У 1475 р. вони вели війну з кримським ханом Менґлі Ґераєм і примусили його визнати себе залежним від султана. Перемога ця мала для османів велике військове значення, оскільки кримські татари доставляли їм допоміжне військо, інколи в 100 тис. осіб; але згодом вона стала фатальною для османів, оскільки зіштовхнула їх з Московським князівством і Річчю Посполитою. У 1476 р. османи спустошили Молдовське князівство і поставили його у васальну залежність.
Цим на деякий час закінчився період завоювань. Османам належав весь Балканський півострів до Дунаю і Сави, майже всі острови Архіпелагу і Мала Азія до Трапезунда і майже до Євфрата, за Дунаєм Валахія і Молдавія знаходилися від них теж в сильній залежності. Скрізь управляли або безпосередньо османські чиновники, або місцеві керманичі, що затверджувалися Портою, і що знаходилися у неї в повному підпорядкуванні.

### Правління Баязида II
Жоден з попередніх султанів не зробив стільки для розширення меж Османської імперії, як Мехмед II, що залишився відомим в історії за прізвиськом «Завойовник». Його спадкоємцем став його син Баязид II (1481—1512) посеред смути. Молодший брат Джем, спираючись на великого візира Могамета-Караманіє і користуючись відсутністю Баязида у Константинополі у момент смерті батька, проголосив себе султаном.
Баязид зібрав війська, що залишилися вірними йому; ворожі армії зустрілися при Ангорі. Перемогу дістав старший брат; Джем втік на Родос, звідти до Європи і після довгих мандрувань опинився в руках папи Олександра VI, який запропонував Баязиду отруїти його брата за 300 000 дукатів. Баязид прийняв пропозицію, сплатив гроші, і Джема отруєно (1495). Царювання Баязида позначене ще кількома повстаннями його синів, що закінчилися (окрім останнього) на користь батька; Баязид брав повсталих і страчував. Проте, турецькі історики характеризують Баязида як миролюбну і покірливу людину, покровителя мистецтва і літератури.
Справді, в османських завоюваннях настала деяка перерва, але швидше унаслідок невдач, ніж миролюбності уряду. Боснійський і сербський паші багато разів робили набіги на Далмацію, Штирію, Каринтію і Крайну і жорстоко їх спустошували; кілька раз пробували узяти Белград, але невдало. Смерть Матвія Корвіна (1490), спричинила анархію в Угорщині і, здавалося, сприяла задумам османів проти цієї держави.
Тривала війна, ведена з деякими перервами, закінчилася, проте, не особливо сприятливо для османів. За договором, підписаним в 1503 р., Угорщина відстояла всі свої володіння і хоча повинна була визнати право Османської імперії на данину з Молдови і Валахії, але не відмовилася від верховних прав на ці дві держави (радше в теорії, ніж насправді). У Греції були завойовані Наварін (Пілос), Модон і Корон (1503).
З Баязидом вступали в дружні стосунки європейські держави, особливо Неаполь, Венеція, Флоренція, Мілан і папа, шукаючи його дружбу; Баязид майстерно балансував між всіма. До часів Баязида II належать перші стосунки Османської держави з Росією: у 1495 р. у Константинополі з'явилися посли великого князя Івана III, щоб забезпечити російським купцям безперешкодну торгівлю в Османській імперії.
Головна його увага була обернена на схід. Він почав війну з Персією, але не встиг її закінчити; у 1510 р. проти нього повстав на чолі яничарів його молодший син Селім, розбив його і скинув з престолу. Незабаром Баязид помер, ймовірно, від отрути; винищені були і інші родичі Селіма.

### Правління Селіма I
Війна в Азії продовжувалася при Селімі I (1512—20). Окрім звичайного прагнення османів до завоювань, у цієї війни була і релігійна причина: османи були сунітами, Селім, як фанатик, палко ненавидів персів-шиїтів, за його наказом було винищено до 40 000 шиїтів, що жили на території османів. Війна велася із змінним успіхом, але остаточна перемога, хоч і далеко не повна, була на боці османів. За договором 1515 р. Персія поступилася Османській імперії областями Діярбакир і Мосул, що є у верхній течії Тигра.
Єгипетський султан Кансу-Гаврі відправив до Селіма посольство з пропозицією миру. Селім наказав перебити всіх членів посольства. Кансу виступив йому назустріч; битва відбулася в долині Дольбек. Завдяки своїй артилерії Селім здобув повну перемогу; мамлюки побігли, Кансу загинув під час втечі. Дамаск відкрив ворота переможцеві; услід за ним підкорялася султанові вся Сирія, а Мекка і Медіна віддалися під його заступництво (1516). Новий єгипетський султан Туман Бій після декількох поразок повинен був поступитися Каїром османському авангарду; але вночі він увійшов в місто і винищив османів. Селім, не будучи в змозі узяти Каїр без впертої боротьби, запропонував його мешканцям капітулювати з обіцянкою своїх милостей; жителі здалися — і Селім провів в місті страшну різанину. Відтяли голову і Туман Бію, коли під час відступу він був розбитий і узятий в полон (1517).
Селім докоряв йому за те, що він не бажав підкорятися йому, повелителеві правовірних, і розвинув сміливу у вустах мусульманина теорію, за якою він, як володар Константинополя, є спадкоємцем Східної Римської імперії і, отже, має право на всі землі, що коли-небудь входили в її склад.
Розуміючи неможливість управляти Єгиптом суто через своїх пашів, які врешті-решт неминуче повинні були б зробитися незалежними, Селім зберіг поряд з ними 24 вождів мамлюків, які вважалися підпорядкованими паші, але користувалися відомою самостійністю і могли скаржитися на пашу до Константинополя. Селім був один з найжорстокіших османських султанів; окрім свого батька і братів, окрім незліченної безлічі полонених, він протягом восьми років свого царювання стратив сім своїх великих візирів. Разом з тим він протегував літературі і сам залишив значне число османських і арабських віршів. У пам'яті османів він залишився за прізвиськом Явуз (непохитний, суворий).

### Правління Сулеймана I
Син Селіма Сулейман I (1520—66), що зветься християнськими істориками Прекрасним або Великим, був прямою протилежністю батькові. Він не був жорстокий і розумів політичну ціну милосердя і формальної справедливості; він почав своє царювання з того, що відпустив на свободу декілька сотень єгипетських полонених із шляхетних родин, що тримались Селімом в ланцюгах. Європейські торговці шовком, пограбовані на території османів на початку його царювання, отримали від нього щедру грошову винагороду. Більш, ніж його попередники, він любив пишноту, якою його палац в Константинополі вражав європейців. Хоча він не відмовлявся від завоювань, але не любив війни, тільки в окремих випадках особисто стаючи на чолі війська. Особливо високо він цінував дипломатичне мистецтво, яке принесло йому важливі перемоги. Негайно після вступу на престол він зав'язав мирні переговори з Венецією і уклав з нею в 1521 р. договір, що визнав за венеційцями право торгівлі на османській території і що обіцяв їм охорону їх безпеки; обидві сторони зобов'язалися видавати один одному злочинців-утікачів. Відтоді Венеція хоч і не тримала в Константинополі постійного посланника, але посольства з Венеції до Константинополя і назад вирушали більш менш регулярно. У 1521 р. османські війська узяли Белград, в наступному захопили о-в Родос.

#### Союз з Францією
Найближчим сусідом Османської держави і найнебезпечнішим ворогом її тепер була Угорщина, але за нею стояла Австрія, і вступити з нею в серйозну боротьбу, не заручившись чиєю-небудь підтримкою, було ризиковано. Природним союзником османів в цій боротьбі була Франція. Перші стосунки між Османською імперією і Францією почалися ще в 1483; відтоді обидві держави кілька разів обмінювалися посольствами, але це не приводило до практичних результатів. В 1517 р. французький король Франциск І пропонував німецькому імператорові і королю Іспанії Фернандо союз проти османів з метою вигнання їх з Європи і поділу їх володінь, але союз цей не відбувся: інтереси названих європейських держав були дуже протилежні один одному. Навпаки, Франція і Османська імперія ніде не перетинались одна з одною і найближчих приводів для ворожнечі у них не було. Тому Франція, яка колись брала таку гарячу участь в хрестових походах, зважилася на сміливий крок: на справжній військовий союз з мусульманською державою проти держави християнської. Останній поштовх дала невдала для французів Битва при Павії, під час якої король потрапив в полон. Регентша Луїза Савойська відправила в лютому 1525 р. посольство до Константинополя, але воно було побите османами в Боснії, поза сумнівом всупереч бажанню султана. Не бентежачись цією подією, Франциск I з полону відправив султанові посланця з пропозицією союзу; султан повинен був напасти на Угорщину, а Франциск обіцяв війну з Іспанією. Одночасно і Карл V робив подібні ж пропозиції османському султанові, але султан віддав перевагу союзу з Францією. Незабаром після того Франциск відправив до Константинополю прохання дозволити в Єрусалимі відновлення хоч би однієї католицької церкви, але дістав від султана рішучу відмову в ім'я принципів ісламу разом з обіцянкою усілякого заступництва християнам і охорони їх безпеки (1528).

#### Військові успіхи
Війну з Угорщиною султан відновив в 1526 р. За перемир'ям 1547 р. вся південна частина Угорщини до Офену включно перетворились в османську провінцію, розділену на 12 санджаків; північна перейшла під владу Австрії, але із зобов'язанням платити султанові за неї 50 000 дукатів данини щорічно (у німецькому тексті договору данина була названа почесним подарунком — Ehrengeschenk). Верховні права османської імперії над Валахією, Молдавією і Трансільванією були підтверджені миром 1569 р. Цей договір зміг відбутися тільки тому, що Австрія витратила величезні суми грошей на підкуп османських уповноважених. Війна османів з Венецією закінчилася в 1540 р. переходом під владу Османської імперії останніх володінь Венеції в Греції і на Егейському морі. У новій війні з Персією османи зайняли в 1536 р. Багдад, в 1553 р. — Грузію. Цим вони досягли апогею своєї політичної могутності. Османський флот вільно плавав по всьому Середземному морю до Гібралтару. Після захоплення узбережжя Червоного моря і Перської затоки, до сфери інтересів Османської імперії потрапив Індійський океан. З 1525 по 1553 роки відбувається серія військово-морських експедицій османського флоту в Індійському океані.
У 1535 або 1536 р. між Османською імперією і Францією був підписаний новий договір «про мир, дружбу і торгівлю»; Франція мала відтепер постійного посланця в Константинополі і консула в Александрії. Підданим султана у Франції і підданим короля на території Османської держави гарантувалося право вільно роз'їжджати країною, купувати, продавати і обмінювати товари під охороною місцевої влади на принципах рівноправності. Тяжби між французами в Османській імперії повинні були вестися французькими консулами або посланцями; у разі тяжби між османом і французом французам надавався захист їх консулом. В порядку внутрішнього управління за часи Сулеймана відбулися деякі зміни. Раніше султан майже завжди особисто був присутній в дивані (міністерській раді): Сулейман рідко в ньому з'являвся, надаючи, таким чином, більший простір своїм візирам. Раніше посади візира (міністра) і великого візира, і також намісника пашалика надавалися звичайно людям більш-менш досвідченим в управлінні або військовій справі; при Сулеймані в цих призначеннях став грати помітну роль гарем, а також і грошові подарунки, що даються претендентами на високі пости. Це викликалося потребою уряду в грошах, але скоро зробилося ніби нормою права і було головною причиною занепаду Порти. Марнотратство уряду дійшло до небувалих розмірів; правда, доходи уряду завдяки успішному збору данини теж значно зросли, але, попри це, султанові довелося нерідко удаватися до псування монети.

### Правління Селіма II
Син і спадкоємець Сулеймана Прекрасного Селім II (1566—74) вступив на престол, не маючи потреби вбивати братів, оскільки про це поклопотався його батько, бажаючи на догоду своїй коханій останній дружині Роксолані закріпити за ним престол. Слабкий і нерозумний правитель, під дією пияцтва і гарему, Селім, проте, царював спокійно і залишив своєму синові державу, що не тільки не зменшилася територіально, але й, що навіть дивно, збільшилося; цим він був зобов'язаний розуму і енергії великого візира Мехмеда Соколлу. Соколлу закінчив підкорення Аравії, яка раніше знаходилася тільки в слабкій залежності від Порти.
Він зажадав від Венеції поступки острова Кіпр, що спричинило за собою війну між Османською імперією і Венецією (1570—73); османи зазнали важкої морської поразки при Лепанто (1571), але, попри це, в кінці війни захопили Кіпр і змогли його утримати; крім того, вони зобов'язали Венецію сплатити 300 тис. дукатів військової контрибуції і платити данину за володіння островом Занте у розмірі 1500 дукатів. У 1574 р. османи загарбали Туніс, який раніше належав іспанцям; Алжир і Триполі вже раніше визнавали свою залежність від османів. Соколлі замислював дві великих справи: з'єднання Дону і Волги каналом, яке, на його думку, повинне було зміцнити владу Османської імперії в Криму і знов підпорядкувати їй Астраханське ханство, вже завойоване Москвою, — і прорити Суецький перешийок. Здійснити це було, проте, не під силу османському уряду.

### Правління Мурада III і Мехмеда III
Спадкоємець Селіма Мурад III (1574—95) був схожий на свого батька, але страх перед османами був ще дуже сильний і розрізненість європейських держав дуже велика, щоб нездатність і слабкість османських правителів могла швидко привести до сумних для Османської імперії наслідків. Під час царювання цього султана Османська імперія навіть змогла вийти переможницею з запеклої війни з Персією, захопивши весь Західний Іран і Кавказ. Син Мурада Мехмед III (1595—1603) при вступі на престол стратив 19 братів. Проте він не був жорстоким правителем, і навіть увійшов до історії під прізвиськом Справедливий. При ньому державою великою мірою управляла його мати через 12 великих візирів, що часто змінювали один одного.
Посилене псування монети і збільшення податків не раз приводили до повстань в різних частинах держави. Царювання Мехмеда було наповнене війною з Австрією, яка почалася ще при Мураді в 1593 р. і закінчилася тільки в 1606 р., вже при Ахмеді I (1603—17). Закінчилася вона Ситваторокським миром 1606 р., що знаменує зміну у взаємних відносинах між Османською імперією й Європою. Ніякої нової данини не було накладено на Австрію; навпаки, вона звільнилася від колишньої данини за Угорщину, одноразово виплативши контрибуцію в 200 000 флорінів. У Трансільванії керманичем був визнаний ворожий Австрії Стефан Бочкай. Відтоді території Османської держави більш не розширювалася інакше, як на короткий термін. Сумні наслідки для Османської імперії мала війна з Персією 1603—12 рр., в якій османи отримали декілька серйозних поразок і повинні були поступитися Східно-Грузинськими землями, Східною Вірменією, Ширваном, Карабахом, Азербайджаном.

## Занепад імперії (1614—1757)
Останні роки царювання Ахмеда I наповнені заколотами, що продовжувалися і при його спадкоємцях. Його брат Мустафа I (1617—1618), ставленик і улюбленець яничарів, яким він робив мільйонні подарунки з державних коштів, після тримісячного управління був повалений фетвою муфтія як божевільний, і на престол вступив син Ахмеда Осман II (1618—1622). Після невдалого походу яничарів проти козаків він зробив спробу знищити цю буйну армію, що з кожним роком ставала все менш і менш придатною для військових цілей і все небезпечнішою для державного порядку — і за це був убитий яничарами. На престол був знов зведений Мустафа I і знов через декілька місяців повалений з престолу, а через декілька років помер, ймовірно, від отрути.
Молодший брат Османа, Мурад IV (1623—1640), мав намір, здавалося, відновити колишню велич Османської імперії. Це був жорстокий і жадібний тиран, що нагадував Селіма, але разом з тим здібний адміністратор і енергійний воїн. За даними, точність яких не може бути засвідчена, при ньому страчено до 25 000 осіб. Нерідко він страчував багатих людей суто для того, щоб конфіскувати їх майно. Він знов відвоював у війні з персами (1623–1639) Тебриз і Багдад; йому вдалося також завдати поразки венеційцям та укласти з ними вигідний мир. Він придушив небезпечне повстання друзів (1623—1637); але повстання кримських татар майже зовсім звільнило їх від османської влади. Спустошення Чорноморського узбережжя, зроблені козаками, залишилися для них безкарними.
У внутрішньому управлінні Мурад прагнув ввести деякий порядок і деяку економію у фінансах; проте всі його спроби виявилися нездійсненними.
При його братові і спадкоємцеві Ібрагимі І (1640—1648), при якому державними справами знову завідував гарем, були втрачені всі надбання його попередника. Сам султан був повалений і задушений яничарами, що звели на престол його семирічного сина Мехмеда IV (1648—1687). Дійсними правителями держави спочатку царювання останнього були яничари; всі державні посади займалися їх ставлениками, управління знаходилося в повному розладі, фінанси досягли крайнього занепаду. Цим скористалася Венеція, завдавши імперії сильної морської поразки в Дарданелах (1656); проте вона не змогла скористатися своєю перемогою.

### Участь у Великій Північній війні
Брат і спадкоємець Мустафи, Ахмед III (1703—1730), зведений на трон повстанням яничарів, виявив несподівану сміливість і самостійність. Він заарештував і спішно страчував багато офіцерів війська яничарів і зняв з посади і заслав посадженого ними великого візира Ахмеда-пашу. Новий великий візир, Дамад-Гассан паша, придушив повстання в різних місцях держави, протегував іноземним купцям, засновував школи. Незабаром він був повалений унаслідок інтриги, що виходила з гарему, і візири почали змінюватися з вражаючою швидкістю; деякі залишалися у владі не більше двох тижнів.
Османська імперія не скористалася навіть труднощами, що мала Росія під час Великої Північної війни. Тільки у 1709 р. вона прийняла Карла XII, що втік з-під Полтави, і під впливом його переконань почала війну з Росією. До того часу в правлячих колах османів вже існувала партія, яка мріяла не про війну з Росією, а про союз з нею проти Австрії; на чолі цієї партії стояв великий візир Нуман Кепрілу, і його падіння, що було справою Карла XII, послужило сигналом до війни.
Положення Петра I, оточеного на Пруті 200 000 армією османів і татар, було украй небезпечне. Загибель Петра була неминуча, але великий візир Балтаджі-Мехмед піддався підкупу і випустив Петра за порівняно мало важливу поступку Азова (1711). Партія війни повалила Балтаджа і заслала на Лемнос, але Росія дипломатичним шляхом добилася від Османської імперії вислання Карла XII, для чого довелося удатися до сили.
У 1714—18 р. османи вели війну з Венецією і в 1716—18 з Австрією. За Пассаровицьким миром (1718) Османська імперія отримала назад Морею, але віддала Австрії Белград із значною частиною Сербії, Банат, частину Валахії. У 1722 р., скориставшись припиненням династії і смутою, що сталося потім, в Персії, османи почали релігійну війну проти шиїтів, якою вони сподівалися винагородити себе за втрати в Європі. Декілька поразок в цій війні і вторгнення персів на османську територію викликало нове повстання в Константинополі: Ахмед був позбавлений влади, і на престол зведений його племінник, син Мустафи II Махмуд I.

### Правління Махмуда I
При Махмуді I (1730—54), що відомий своєю м'якістю і гуманністю, винятку з низки османських султанів (він не убив поваленого султана і його синів і взагалі уникав страт), продовжувалася війна з Персією, що не мала певних результатів. Війна з Австрією закінчилася Белградським миром (1739), за яким османи отримали Сербію з Белградом і Орсовою. Успішніше діяла проти османів Росія, але підписання австрійцями миру примусив і росіян піти на поступки; з своїх завоювань Росія зберегла тільки Азов, але із зобов'язанням знищити укріплення.
Під час царювання Ахмеду Ібрагимом Басмаджі була заснована перша османська друкарня. Муфтій після деяких вагань дав фетву, якою в ім'я інтересів освіти благословляв почин, а султан гатти-шерифом дозволив його. Було заборонено тільки друкувати Коран і священні книги. У перший період існування друкарні в ній було надруковано 15 творів (словники арабський і перський, декілька книг з історії Османської держави і загальної географії, військового мистецтва, політичної економії тощо). Після смерті Ібрагима Басмаджі друкарня закрилася, нова виникла тільки в 1784 р.
Спадкоємцем Махмуда I, що помер природною смертю, став його брат Осман III (1754—57), царювання якого протікало мирно і який помер так само, як і його брат.

## Спроби реформ (1757—1839)
Після Османа владу успадковував Мустафа III (1757—74), син Ахмеда III. Після вступу на престол він твердо виразив намір змінити політику Османської імперії і відновити блиск її зброї. Він замислював досить широкі реформи (між іншим, прориття каналів через Суецький перешийок і через Малу Азію), відкрито не співчував рабству і відпустив на волю значне число невільників.
Загальне невдоволення, і що раніше не було новиною в Османській імперії, було особливо посилене двома випадками: невідомо ким був пограбований і знищений караван правовірних, що поверталися з Мекки, і османський адміральський корабель був захоплений загоном морських розбійників грецької національності. Все це свідчило про крайню слабкість державної влади.
Для врегулювання фінансів Мустафа III почав з економії у власному палаці, але разом з тим допустив псування монети. При заступництві Мустафи в Константинополі була відкрита перша громадська бібліотека, декілька шкіл і лікарень. Він дуже охоче уклав в 1761 р. договір з Пруссією, яким надавав пруським торговим кораблям вільне плавання в османських водах; прусські громадяни в Османській імперії були підпорядковані юрисдикції своїх консулів. Росія і Австрія пропонували Мустафі 100 000 дукатів за відміну пільг, наданих Прусії, але безуспішно: Мустафа бажав як можна більше зближувати свою державу з європейською цивілізацією.
Далі спроби реформ не пішли. У 1768 р. султан повинен був оголосити війну Росії, що тривала 6 років і що закінчилася Кучук-Кайнарджійським миром 1774 року. Мир був підписано вже при братові і спадкоємцеві Мустафи Абдул-Гаміді I (1774—89).

### Правління Абдул-Гаміда I
Імперія в цей час чи не повсюдно перебувала в стані смути. Греки, збуджені Орловим, збунтувались, але, залишені росіянами без допомоги, вони швидко і легко були приборкані та жорстоко покарані. Ахмед-паша Багдадський оголосив себе незалежним; Тахер, підтримуваний арабськими кочовиками, прийняв звання шейха Галілеї і Акри; Єгипет під владою Мухаммеда Алі і не думав сплачувати данини; Північна Албанія, якою керував Махмуд, паша Скутарійський, перебувала в стані повстання; Алі, паша Янинський, явно прагнув до заснування самостійного царства.
Весь час царювання Адбул-Гаміда був зайнятий придушенням цих повстань, яке не могло бути досягнуте унаслідок відсутності в османського уряду грошей і дисциплінованого війська. До цього додалась нова війна з Російською імперією і Австрією (1787—91), знову невдала для османів. Вона закінчилася Ясським миром з Росією (1792), за яким Росія остаточно здобула Крим і межиріччя між Бугом і Дністром, і Систовським миром з Австрією (1791). Останній був порівняно сприятливий для Османської імперії, оскільки її головний ворог, Йосиф II, помер, а Леопольд II направляв всю свою увагу на Францію. Австрія повернула османам велику частину захоплених нею в цій війні земель. Мир був підписаний вже при племіннику Абдул Хаміда Селімі III (1789—1807). Окрім територіальних втрат, війна внесла до життя Османської держави одну істотну зміну: перед її початком (1785) імперія уклала свій перший державний борг, спершу внутрішній, гарантований деякими державними доходами.

### Правління Селіма III
Селім III перевершував розумом і освітою всіх своїх попередників після Сулеймана Пишного, а шляхетністю характеру, щирим бажанням працювати на користь вітчизни — всіх султанів, починаючи з Османа. Він був молодий, енергійний, діяльний, користувався симпатіями серед османів і принаймні не викликав антипатії серед своїх християнських підданих. Своїм великим візиром він призначив Кучук-Гуссейн пашу (1792; помер у 1803 р.).
Енергійними заходами уряд очистив Егейське море від піратів; воно протегувало торгівлі і народній освіті. Головна його увага була обернена на армію. Яничари довели свою майже повну непотрібність на війні, в той же час тримаючи країну в періоди миру в стані анархії. Їх потрібно було знищити, замінивши правильно організованою армією. Османська артилерія, яка дала османам перевагу над азійськими і африканськими народами і допомогла узяти Константинополь, виявлялася непридатною порівняно з артилерією російською і австрійською. Уряд потурбувався про переклад на османську мову найкращих іноземних творів з тактики і фортифікації; запросив на викладацькі місця в артилерійському і морському училищах французьких офіцерів; при першому з них було заснувано бібліотеку іноземних творів з військових наук. Були покращені майстерні для відливання гармат; військові судна нового зразка замовлялися у Франції. Це все були попередні заходи.
Султан явно бажав перейти до реорганізації внутрішнього устрою армії; він встановив для неї нову форму і став вводити сувору дисципліну. Яничарів він поки не торкався. Але тут на його шляху стали, по-перше, повстання віддінського паші, Пасван-оглу (1797), який явно нехтував наказами, що виходили від уряду, по-друге — єгипетська експедиція Наполеона.
Кучук-Гуссейн рушив проти Пасван-оглу і вів з ним справжню війну, що не мала певного результату. Уряд вступив нарешті в переговори з бунтівним намісником і визнав його довічні права на управління Віддінським пашаликом, насправді на засадах майже повної незалежності.
У 1798 р. генерал Бонапарт зробив свій знаменитий напад на Єгипет, потім на Сирію. На сторону Османської імперії стала Велика Британія, що знищила французький флот в битві при Абукірі.
Експедиція не мала для османів серйозних результатів. Єгипет залишився формально у владі Османської імперії, фактично — у владі мамлюків.
Ледве закінчилася війна з французами (1801), як почалося повстання яничарів у Белграді, незадоволених реформами в армії. Утиски з їх боку викликали народний рух в Сербії (1804) під головуванням Карагеоргія. Уряд спершу підтримував рух, але скоро він вилився у форму справжнього народного повстання, і Османський імперії довелося почати військові дії. Справа ускладнилась війною, початою Росією (1806—1812). Реформи довелося знов відкласти: великий візир і інші вищі чиновники і військові знаходилися на театрі військових дій.

#### Спроба перевороту
У Константинополі залишався лише каймакам (помічник великого візира) і заступники міністрів. Шейх уль-іслам скористався цим моментом для змови проти султана. У змові взяли участь улеми і яничари, серед яких розповсюджувалися чутки про намір султана розформувати їх по полках постійної армії. До змови прилучився і каймакам. У призначений день загін яничарів несподівано напав на гарнізон постійного війська, що стояв в Константинополі, і вчинив серед нього різанину. Інша частина яничарів оточила палац Селіма і вимагала від нього страти ненависних їм осіб. Селім мав мужність відмовитися. Він був арештований і посаджений під варту. Султаном був проголошений син Абдул-Гаміда Мустафа IV (1807—1808). Різанина в місті продовжувалася два дні. Від імені безсилого Мустафи управляли шейх уль-іслам і каймакам. Але у Селіма були свої прихильники.
Рущукський паша Мустафа Байрактар на чолі війська в 16 000 вояків вступив до Константинополя, не зустрівши опору, але не встиг звільнити Селіма, убитого за наказом Мустафи. Байрактар заарештував Мустафу і проголосив султаном його брата Махмуда II (1808—1839). Це був учень і друг Селіма III.

### Правління Махмуда II
Не поступаючись Селіму в енергії і в розумінні необхідності реформ, Махмуд був набагато більш османом, ніж Селім: злий, мстивий, він більшою мірою керувався особистими пристрастями, які стримувалися політичною далекоглядністю, ніж дійсним прагненням до блага країни. Ґрунт для нововведень був вже частково підготовлений, здатність не замислюватися над засобами теж сприяла Махмуду, і тому його діяльність залишила все ж таки більше результатів, ніж діяльність Селіма. Своїм великим візиром він призначив Байрактара, що розпорядився вбити учасників змови проти Селіма і інших політичних супротивників. Питання про життя самого Мустафи було на якийсь час підвішене у повітрі.
Як першу реформу, Байрактар намітив реорганізацію корпусу яничарів, але він мав необережність відправити частину свого війська на театр військових дій; у нього залишалося тільки 7000 солдатів. 6000 яничарів зробили на них несподіваний напад і рушили на палац з метою звільнити Мустафу IV. Байрактар, з невеликим загоном, закрившись в палаці, викинув їм труп Мустафи, а потім висадив частину палацу на повітря і поховав себе в руїнах. Через декілька годин підійшло вірне уряду тритисячне військо під головуванням Рамиз-паши, розбило яничарів і винищило значну їх частину.
Махмуд вирішив відкласти реформу до закінчення війни з Росією, що завершилася в 1812 р. Бухарестським миром. Віденський конгрес зробив деякі зміни до положення Османської імперії або, правильніше, точніше визначив і затвердив в теорії і на географічних картах те, що вже мало місце насправді. Далмація й Ілірія були затверджені за Австрією, Бессарабія за Росією; сім Іонічних островів отримали самоврядування під англійським протекторатом; англійські судна отримали право вільного проходу через Дарданели.
Навіть на території, що залишилася у імперії, уряд не відчував упевненості. У Сербії в 1817 р. почалося повстання, що закінчилося лише після визнання Сербії за Адріанопольським миром 1829 р. окремою васальною державою, під головуванням власного князя. У 1820 р. почалося повстання Алі-паші янінського. Унаслідок зради його власних синів він був розбитий, узятий в полон і страчений; але значна частина його армії утворила кадри грецьких повстанців. У 1821 р. почалось повстання в Греції, що перетворилось на війну за незалежність. Після втручання Росії, Франції і Англії і невдалої для Османської імперії Наварінської (морської) битви (1827), в якій загинув османський і єгипетський флот, османи втратили Грецію.

#### Реформа армії
У сам розпал цих повстань Махмуд зважився на сміливе реформування армії яничарів. Корпус яничарів поповнювався щорічними наборами християнських дітей по 1000 щорічно (крім того, служба у війську яничарів переходила у спадок, бо яничари мали сім'ї), але разом з тим скорочувався унаслідок постійних воєн і заколотів. При Сулеймані яничарів було 40 000, при Мехмеді III — 1 016 000. Під час царювання Мехмеда IV була зроблена спроба обмежити чисельність яничарів 55-у тисячами, але вона не вдалася унаслідок їх бунту, і до кінця царювання їх число піднялося до 200 тисяч. При Махмуді II воно було, ймовірно, ще більше (платня видавалася більш ніж на 400 000 чол.), але точно визначити його абсолютно неможливо саме унаслідок повної недисциплінованості яничарів.
Число орт або од (загонів) дорівнювало 229, з яких 77 стояли в Константинополі; але самі аги (офіцери) не знали дійсного складу своїх од і прагнули перебільшувати його, оскільки згідно з ним отримували платню для яничарів, що частково залишалася в їх кишенях. Іноді платня не сплачувалася зовсім протягом років, особливо в провінції, і тоді зникав навіть цей стимул до збирання статистичних даних. Коли пройшов слух про проєкт реформ, керманичі яничарів на зборах вирішили зажадати від султана страти його авторів; але султан це передбачав і повів на них діючу армію, роздав зброю населенню столиці і проголосив релігійну війну проти яничарів.
Відбулася битва на вулицях Константинополя і в казармах; прихильники уряду вривались в житла і винищували яничарів з дружинами і дітьми; захоплені зненацька яничари майже не чинили опору. Не менше 10 000, а за точнішими відомостями — до 20 000 яничарів було винищено; трупи кинуті до Босфору. Інші розбіглися країною і прилучилися до розбійницьких зграй. У провінції у значних обсягах були проведені арешти і страти офіцерів, маса ж яничарів здалася і була розформована по полках.
Услід за яничарами на підставі фетви муфтія були частково страчені, частково вигнані дервіши-боктаки, що завжди служили вірними товаришами яничарів.

#### Військові втрати
Звільнення від яничарів і дервішів (1826) не врятували османів від поразки як у війні з сербами, так і у війні з греками. За цими двома війнами і у зв'язку з ними почалась війна з Росією (1828—1829), що закінчилася Адріанопольським миром 1829, Османська імперія втратила Сербію, Молдавію, Валахію, Грецію, східне узбережжя Чорного моря.
Услід за тим від Османської імперії відділився Мухаммед Алі, хедів Єгипту (1831—1833 і 1839). У боротьбі з останнім імперія зазнала таких втрат, які поставили на карту саме її існування; але її двічі (1833 і 1839) врятувало несподіване заступництво Росії, викликане побоюванням європейської війни, яка, ймовірно, була би викликана розпадом Османської держави. Втім, це заступництво принесло Росії і реальні вигоди: за миром в Гунк'яр Скелессі (1833) Османська імперія надала російським суднам прохід через Дарданели, закривши його для Англії. Одночасно французи вирішили відібрати у османів Алжир (з 1830 р.), що був лише в номінальній залежності від імперії.

#### Цивільні реформи
Війни не зупинили реформаторських задумів Махмуда; часткові перетворення в армії продовжувалися увесь час його царювання. Він піклувався також про підняття рівня освіти в народі; при ньому (1831) стала виходити французькою мовою перша в Османській імперії газета, що мала офіційний характер («Moniteur ottoman»), потім (1832) перша теж офіційна османська газета «Таквім-і векаї» — «Щоденник подій».
Подібно до Петра I, мабуть, навіть свідомо наслідуючи йому, Махмуд прагнув ввести європейський спосіб життя в народі; він сам носив європейський костюм і заохочував до того своїх чиновників, забороняв носіння тюрбану, влаштовував святкування в Константинополі і в інших містах з феєрверками, з європейською музикою і взагалі за європейським зразком. До найважливіших реформ цивільного ладу, задуманих ним, він не дожив; вони були вже справою його спадкоємця. Але і те небагато, що він зробив, йшло врозріз з релігійними почуттями мусульманського населення. Він став карбувати монету зі своїм зображенням, що прямо заборонене в Корані (відомості про те, ніби і попередні султани знімали з себе портрети, підлягають великому сумніву).
Протягом всього його царювання в різних частинах держави, особливо в Константинополі, безупинно відбувалися бунти мусульман, викликані релігійним фанатизмом; уряд розправлявся з ними украй жорстоко: іноді за декілька днів до Босфору кидалося по 4000 трупів. При цьому Махмуд не вагався страчувати навіть улемів і дервішів, які взагалі були його запеклими ворогами. Одного разу до нього підійшов дервіш Шєїх Сашилі, що вважався в народі святим, схопив його коня за вуздечку і закричав: «Гяур-падишах, що ти робиш! Аллах тебе покарає за твоє нечестя; ти губиш іслам і накликаєш на нас всіх прокляття пророка!» Султан відповів: «Це божевільний». «Ні, ти божевільний, — вигукнув дервіш, — ти, падишах-гяур, твої ганебні радники-гяури, ви всі божевільні. Бог говорить моїми вустами; страчуй мене за це, нечестивець!» Дервіш був страчений.
У царювання Махмуда було особливо багато пожеж в Константинополі, частиною від підпалів; народ пояснював їх Божим покаранням за гріхи султана.

#### Підсумки правління
Знищення яничарів, що спочатку зашкодило Османській імперії, позбавивши її хоч і поганого, але все-таки потрібного війська, через декілька років виявилося надзвичайно корисним: Османська армія стала на рівень європейських армій, що було наочно доведене в Кримську кампанію і ще більш у війну 1877—78 р. і в грецьку війну 1897 р. Територіальне скорочення, особливо втрата Греції, опинилося для імперії теж швидше вигідним, чим шкідливим.
Османи ніколи не допускали до військової служби християн; області з суцільним християнським населенням (Греція і Сербія), не збільшуючи османської армії, в той же час вимагали від неї значних військових гарнізонів, які не могли бути пущені в хід в хвилину потреби. Особливо це стосувалося Греції, яка зважаючи на розтягнуту морську межу не мала навіть стратегічної вигоди для Османської імперії, сильнішої на суші, ніж на морі. Втрата територій скоротила державні доходи імперії, але в царювання Махмуда дещо пожвавилася торгівля Османської імперії з європейськими державами, дещо піднялася продуктивність країни (хліб, тютюн, виноград, трояндова олія і ін.).
Таким чином, попри всі зовнішні поразки, навіть на страшну битву при Нізібе, в якій Мухаммед Алі знищив значну Османську армію і після якої сталась втрата цілого флоту, Махмуд залишив Абдул-Меджіду державу швидше посилену, ніж ослаблену. Посилено її було ще і тим, що відтепер інтерес європейських держав був тісніше пов'язаний із збереженням Османської держави. Незвичайно піднялося значення Босфору і Дарданел; європейські держави відчували, що захоплення Константинополя завдасть непоправного удару іншим, і тому збереження слабкої Османської імперії вважали для себе вигіднішим.
Загалом імперія все-таки розкладалася, і Микола I справедливо називав її хворою людиною; але загибель Османської держави була відстрочена на невизначений час. Починаючи з Кримської війни, імперія почала посилено робити закордонні позики, а це надало для неї впливову підтримку її численних кредиторів, тобто переважно фінансистів Англії. З іншого боку, внутрішні реформи, які могли б підняти державу і врятувати її від загибелі, ставали в XIX ст. все важчими. Росія боялася цих реформ, оскільки вони могли б підсилити Османську імперію, і шляхом свого впливу при дворі султана прагнула зробити їх неможливими; так, в 1876—77 р. вона погубила Мідхада пашу, який виявлявся здатним провести серйозні реформи, що не поступалися за значенням реформам султана Махмуда.

## Царювання Абдул-Меджида (1839—1861)
Після Махмуда владу успадковував його 16-річний син Абдул-Меджід, що не відрізнявся його енергією і непохитністю, та зате був набагато культурнішою і м'якшою за своїм характером людиною. Попри все, зроблене Махмудом, битва при Нізібе могла б остаточно занапастити Османську імперію, якби Росія, Англія, Австрія і Пруссія не уклали союзу для охорони цілості Порти (1840); вони склали трактат, через який єгипетський віце-король зберігав на спадкових засадах Єгипет, але зобов'язувався негайно очистити Сирію, а у разі відмови повинен був позбутися всіх своїх володінь. Союз цей викликав обурення у Франції, що підтримувала Мухаммеда Алі, і Т'єр зробив навіть приготування до війни; проте Луї-Філіп на неї не зважився. Попри нерівність сил, Мухаммед Алі готовий був чинити опір; але англійська ескадра бомбардувала Бейрут, спалила єгипетський флот і висадила до Сирії корпус в 9000 вояків, який за допомогою маронітів завдав декілька поразок єгиптянам. Мухаммед Алі поступився; Османська імперія була врятована, і Абдул-Межід, підтримуваний Хозревом-пашею, Решидом-пашею і іншими сподвижниками батька, узявся за реформи.

### Гюльханейський хатт-шериф
Наприкінці 1839 р. Абдул-Меджід опублікував знаменитий Гюльханейський хатти-шериф (Гюльхане — «житло троянд», назва площі, де був оголошений хатт-шериф). Це був маніфест, що визначав принципи, яким мав намір слідувати уряд:
- забезпечення всім підданим цілковитої безпеки щодо їх життя, честі і майна;
- правильний спосіб розподілу і стягування податків;
- такий же правильний спосіб набору солдатів.

Визнавалося необхідним змінити розподіл податків в сенсі їх рівності і відмовитися від системи здачі їх на відкуп, визначити витрати на сухопутні і морські сили; встановлювалась публічність судочинства. Всі ці пільги розповсюджувалися на всіх підданих султану без різниці віросповідання. Сам султан приніс присягу на вірність хатти-шерифові. Залишалося здійснити обіцянку насправді.

### Танзімат
Реформа, проведена в царювання Абдул Меджіда і частково його наступника Абдул-Азіза, відома під ім'ям танзімату (від араб. танзім — порядок, пристрій; іноді додається епітет хайрійе — добродійний). У танзімат входить ціла низка заходів: продовження реформи армії, нове розділення імперії на Вілаєти, підпорядковані поодинці загальному зразку, установа державної ради, встановлення провінційних рад (меджлісів), перші спроби передачі народної освіти з рук духівництва в руки світської влади, карний кодекс 1840 р., торговий кодекс, заснування міністерств юстиції і народної освіти (1857), статут торгового судочинства (1860).
У 1858 р. заборонена торгівля рабами в межах Османської імперії, хоча саме рабство не заборонене (формальне рабство було відмінено тільки з оголошенням Турецької республіки в XX столітті).

### Гумайюн
Після Кримської війни султан опублікував новий гатти-шериф гумайюн (1856), в якому підтверджувалися і докладніше розвивалися принципи першого; особливо наполягало на рівності всіх підданих, без відмінності віросповідання і національності. Після цього гатти-шерифу був відмінений старовинний закон про страту за перехід з ісламу в іншу релігію. Проте велика частина цих ухвал залишалася тільки на папері.
Верховний уряд частиною був не в силах впоратися з свавіллям нижчих чиновників, частково і сам не хотів удаватися до деяких заходів, обіцяних в гатти-шерифах, як, наприклад, до призначення християн на різні посади. Одного разу він зробив спробу вербувати солдатів з християн, але це викликало незадоволеність і серед мусульман, і серед християн, тим паче, що уряд при призначенні в офіцери не наважувався відмовитися від релігійних забобонів (1847); незабаром цей захід був відмінений. Масові вбивства маронітів в Сирії (1845 тощо.) підтверджували, що віротерпимість, як і раніше, була чужа Османській імперії.
Протягом царювання Абдул-Меджіда були покращені дороги, побудовано безліч мостів, проведено декілька телеграфних ліній, пошта була організована за європейським зразком.
Події 1848 р. зовсім не позначилися на Османській імперії; тільки угорська революція спонукала Османський уряд зробити спробу відновити своє панування на Дунаї, але поразка угорців розсіяла його надії. Коли Кошут з товаришами врятувалися на османській території, то Австрійська імперія і Російська імперія звернулися до султана Абдул-Меджіду з вимогою їх видачі. Султан відповів, що релігія забороняє йому порушити традицію гостинності.

### Кримська війна
1853–1856 рр. були часом нової Кримської війни, що закінчилася в 1856 р. Паризьким миром. На Паризький конгрес був на початках рівноправності допущений представник Османської імперії, і цим самим імперія визнана членом європейського концерну. Проте це визнання мало швидше формальний характер, ніж дійсний. Перш за все Османська імперія, участь якої у війні була вельми велика і яка довела збільшення своєї боєздатності порівняно з першою чвертю XIX або з кінцем XVIII ст., насправді отримала від війни дуже мало; зруйнування російських фортець на північному узбережжі Чорного моря мало для неї дуже незначне значення, а втрата Росією права тримати військовий флот на Чорному морі не могла бути тривала і була відмінена вже в 1871 р. Далі, консульська юрисдикція була збережена і доводила, що Європа все ж таки дивиться на Османську імперію як на варварську державу. Після війни європейські держави стали заводити на території імперії свої поштові установи, незалежні від османів.
Війна не тільки не збільшила влади Османської імперії над васальними державами, але ослабила її; дунайські князівства в 1861 р. об'єдналися в одну державу Об'єднане князівство Волощини і Молдови, а в Сербії дружні Османській імперії Карагеоргіевичі були скинуті і замінені дружніми Росії Обреновичами; трохи пізніше Європа примусила Османську імперію забрати з Сербії свої гарнізони (1867). Під час Кримської війни Османська імперія зробила позику в Англії в 7 млн. фунтів стерлінгів; у 1858,1860 і 1861 рр. довелося зробити нові позики. В той же час уряд випустив значну кількість паперових грошей, курс яких скоро і сильно впав. У зв'язку з іншими подіями це викликало торгову кризу 1861 р., що важко позначилася на населенні.

## Абдул-Азіз (1861—1876) і Мурад V (1876)
Абдул-Азіз був лицемірний, похітливий і кровожерний тиран, що швидше нагадував султанів XVII і XVIII ст., ніж свого брата; але він розумів неможливість за даних умов зупинитися на шляху реформ і в опублікованому їм при вступі на престол гатти-шерифові урочисто обіцяв продовжувати політику попередників. Справді, він звільнив з в'язниць політичних злочинців, ув'язнених в попереднє царювання, і зберіг міністрів свого брата. Більш того, він заявив, що відмовляється від гарему і задовольнятиметься однією дружиною. Обіцянки не були виконані: через декілька днів унаслідок палацової інтриги був повалений великий візир Мехмед Кибрисли паша, і замінений Аалі пашею, який своєю чергою був повалений через декілька місяців і потім знов зайняв той же пост в 1867 р.
Взагалі, великі візири і інші чиновники змінювалися з надзвичайною швидкістю унаслідок інтриг гарему, який дуже скоро був знов заведений. Деякі заходи у дусі танзімату були все-таки прийняті. Найважливіша з них — публікація (далеко, втім, не точно відповідно дійсності) державного бюджету османів (1864). Під час міністерства Аалі паші (1867—1871), одного з найрозумніших і найспритніших дипломатів османів XIX ст., була проведена часткова секулярізація вакуфів, дарувало європейцям право володіти нерухомістю в межах османської імперії (1867), реорганізована державна рада (1868), виданий новий закон про народну освіту, введена формально метрична система міри і ваги, що однак, не прижилась проте, в житті (1869). У це ж міністерство організована цензура (1867), створення якої було викликане кількісним зростанням періодичного і неперіодичного друку в Константинополі і в інших містах, османською та іноземними мовами.
Цензура при Аалі паші відрізнялася крайньою дріб'язковістю і суворістю; вона не тільки забороняла писати про те, що здавалося незручним османському уряду, але прямо наказувала друкувати вихваляння мудрості султану і уряду; взагалі, вона робила весь друк більш-менш офіціозним. Загальний характер її залишився той же і після Аалі-паші, і лише при Мидхаді-паші в 1876—77 р. вона була дещо м'якшою.

### Війна в Чорногорії
У 1862 р. Чорногорія, добиваючись повної незалежності від Османської імперії, підтримуючи повстанців Герцеговини і розраховуючи на підтримку Росії, почала з імперією війну. Росія її не підтримала, і так як значна перевага сил була на боці османів, то останні досить швидко здобули вирішальну перемогу: війська Омера-паші підійшли до самої столиці, але не узяли її, оскільки Чорногорія стала просити миру, на який Османська імперія повинна була погодитися під тиском європейських держав. Чорногорія нічого не втратила, та зате османи відплатили герцеговинцям за їх повстання і за Чорногорську війну.

### Повстання на Криті
У 1866 р. почалося повстання греків на Криті. Повстання викликало гарячі симпатії в Греції, яка почала спішно готуватися до війни. На допомогу Османський імперії поквапились європейські держави, які рішуче заборонили Греції вступатися за критян. На Крит було послано сорокатисячне військо. Попри надзвичайну мужність критян, які вели партизанську війну в горах свого острова, вони не могли довго триматися, і після трьох років боротьби повстання було придушене; повстанці були покарані стратами і конфіскаціями майна.
Після смерті Аали-паші великі візири стали знову змінюватися з надзвичайною швидкістю. Крім гаремних інтриг, для цього була ще одна причина: при дворі султана боролися дві партії — англійська і російська, що діяли за вказівками послів Англії і Росії. Російським послом в Константинополі в 1864—77 р. був граф Ігнатьєв, який мав безперечні стосунки з незадоволеними в імперії, обіцяючи їм російське заступництво. Разом з тим він мав великий вплив на султана, переконуючи його в дружбі Росії і обіцяючи йому сприяння в задуманій султаном зміні порядку престолонаслідування не до старшого в роду, як було раніше, а від батька до сина, оскільки султанові дуже хотілося передати престол своєму синові Юсуфу Ізедіну.

### Державний переворот
У 1875 р. спалахнуло повстання в Герцеговині, Боснії і Болгарії, що завдало рішучого удару османським фінансам. Було оголошено, що відтепер Османська імперія за своїми закордонними боргами сплачує грошима тільки одну половину відсотків іншу ж половину — купонами, що підлягають оплаті не раніше, як через 5 років.  Необхідність серйозніших реформ визнавалася багатьма вищими чиновниками імперії і на чолі їх Мидхадом-пашею; проте при вередливому і деспотичному Абдул-Азізі проведення їх було абсолютно неможливе. Зважаючи на це, великий візир Мехмед Рушді паша влаштував змову з міністрами Мидхадом-пашею, Хуссейн Авні пашою і ін. і шейх-уль-ісламом для повалення султана. Шейх-уль-іслам дав таку фетву: «Якщо повелитель правовірних доводить своє безглуздя, якщо він не має політичних знань, необхідних для управління державою, якщо він робить особисті витрати, яких держава не може винести, якщо його перебування на троні загрожує згубними наслідками, то чи потрібно його позбавити влади чи ні? Закон свідчить: так».
У ніч на 30 травня 1876 р. Хуссейн Авні паша, приставивши револьвер до грудей Мурада, спадкоємця престолу (сина Абдул-Меджіда), примусив його прийняти корону. В той же час загін піхоти увійшов в палац Абдул-Азіза, і йому було оголошено, що він перестав царювати. На престол вступив Мурад V. Через декілька днів було оголошено, що Абдул-Азіз розкрив собі ножицями вени і помер. Мурад V, і раніше не зовсім нормальний, під впливом вбивства дядька, наступними вбивствами декількох міністрів в будинку Мидхада-паші черкесом Хассан-беєм, що мстив за султана, і інших подій остаточно з'їхав з глузду і став так само незручний для своїх прогресивних міністрів. У серпні 1876 р. він також був позбавлений влади за допомогою фетви муфтія і на престол зведений його брат Абдул Гамід.

## Абдул Гамід II
Вже в кінці царювання Абдул-Азіза почалося повстання в Герцеговині і Боснії, викликане украй важким положенням населення цих областей, частиною зобов'язаного відбувати панщину на полях крупних землевласників-мусульман, частково особисто вільного, але абсолютно безправного, гнобленого непомірними поборами і в той же час постійно підігріваного в своїй ненависті до османів близьким сусідством вільних чорногорців.
Весною 1875 р. деякі громади звернулися до султана з проханням зменшити податок на баранів і податок, що сплачується християнами замість військової повинності, і організувати полки з християн. Їм навіть не відповіли. Тоді їх жителі узялися за зброю. Рух швидко охопив всю Герцеговину і розповсюдився на Боснію; Нікшич був взятий в облогу повстанцями. З Чорногорії і Сербії на допомогу повстанцям рушили загони добровольців. Рух викликав великий інтерес за кордоном, особливо в Росії і в Австрії; остання звернулася до Османської імперії з вимогою релігійної рівноправності, зниження податків, перегляду законів про нерухому власність та інше. Султан негайно обіцяв все це виконати (лютий 1876), але повстанці не погоджувалися покласти зброю, поки не будуть виведені війська османців з Герцеговини. Смута перейшла і на Болгарію, де османці у вигляді відповіді провели страшну різанину (див. Болгарія), що викликала обурення у всієї Європи (брошура Гладстона про звірства в Болгарії), були поголовно вирізані цілі селища, до грудних дітей включно. Болгарське повстання було потоплене в крові, але герцеговінське і боснійське продовжувалося і в 1876 р. і викликало нарешті втручання Сербії і Чорногорії (1876—77 г.; див. Сербо-чорногорсько-турецька війна).
6 травня 1876 р. в Салоніках фанатичним натовпом, в якому знаходилися і деякі посадові особи, були убиті французький і німецький консули. З учасників або потурачів злочину Селім-бей, начальник поліції в Салоніках, був засуджений до 15 років фортеці, один полковник до 3 років; але ці покарання, приведені у виконання не в повному обсязі, нікого не задовольнили, і громадська думка Європи була сильно збуджена проти країни, де можуть скоюватися подібні злочини.
У грудні 1876 року за ініціативою Англії в Константинополі була скликана конференція великих держав для залагоджування утруднень, викликаних повстанням, що не досягла своєї мети. Великим візиром у цей час (з 13 грудня н. ст. 1876 р.) був Мидхад-паша, ліберал і англофіл, глава младотурецкої партії. Вважаючи за необхідне зробити Османську імперію країною європейською і бажаючи представити її такою уповноваженим європейських держав, він за декілька днів розробив конституцію і примусив султана Абдул-Гаміда підписати і опублікувати її (23 грудня 1876 р.).
Конституція була складена за зразком європейських, особливо бельгійською. Вона гарантувала права особи і встанавлювала парламентський режим; парламент повинен був складатися з двох палат, з яких палата депутатів обиралася загальною закритою подачею голосів всіх підданих османців без відмінності віросповідання і національності. Перші вибори були проведені під час управління Мідхада; вибрані були майже повсюдно його кандидати. Відкриття першої парламентської сесії відбулося тільки 7 березня 1877 р., а ще раніше, 5 березня, Мідхад унаслідок палацових інтриг був повалений і заарештований. Парламент був відкритий тронною промовою, але через декілька днів був розігнаний. Були проведені нові вибори, нова сесія виявилася такою ж короткою, і потім без формальної відміни конституції, навіть без формального розпуску парламенту він більш не збирався.

### Російсько-турецька війна 1877—1878
У квітні 1877 р. почалася війна з Росією, в лютому 1878 р. вона закінчилася Сан-Стефанським миром, який потім (13 червня — 13 липня 1878 р.) був змінений Берлінським трактатом. Османська імперія втратила всякі права на Сербію і Румунію; Боснія і Герцеговина віддані Австрії для впровадження в ній порядку (de facto — в повне володіння); Болгарія склала особливе васальне князівство, Східна Румелія — автономну провінцію, що незабаром (1885) з'єдналася з Болгарією. Сербія, Чорногорія і Греція отримали територіальні прирости. У Азії Росія отримала Карс, Ардаган, Батум. Османська імперія повинна була сплатити Росії контрибуцію в 800 млн фр.
Російсько-турецька війна 1877—1878 з очевидністю довела, що Османська держава набагато сильніша, ніж була раніше. У неї з'явилися талановиті генерали, а армія її за хоробрістю і витривалістю перевершувала всі очікування; артилерія і озброєння піхоти виявилися чудовими. Проте війна її значно ослабила. Вона втратила значні провінції з населенням досить змішаним, серед якого було немало мусульман (у Боснії, Східній Румелії, Болгарії). У Європі за імперією залишилися, окрім Константинополя з околицями, тільки Фракія, Македонія, Албанія і Стара Сербія. У Азії її володіння теж зменшилися. Престиж її, що піднявся в 1853—1855 і 1862 рр., знову впав. Контрибуція у зв'язку зі всіма військовими втратами надовго позбавляла Османську імперію можливості стати на ноги у фінансовому відношенні. У 1879 і 1880 р. вона значно скоротила свої державні витрати, навіть на армію, флот і на двір.
У 1880 р., після 5 років з часу оголошення банкрутства, Османська імперія не тільки не розпочала сплачувати борги в повному обсязі, але готувалася до подальшого скорочення платежів. Наприкінці 1881 р. в Константинополі зібралася конференція з представників кредиторів імперії, яка повинна була погодитися на подальше зниження платежів (1 % на основний капітал замість 5 + % амортизації) під умовою передачі контролю над деякими доходами в руки комісії кредиторів. Комісія, під назв. Conseil d'administration de la dette publique Ottoman, складається з 5 членів, що призначаються на 5-річний термін: синдикатом Foreign bondholders в Лондоні, торговою палатою в Римі і синдикатами кредиторів Османської імперії у Відні, Парижі і Берліні. Понад те, у неї має право бути присутнім один з директорів Оттоманського банку. Засідає вона в Константинополі з 1882 р. і насправді є ніби департаментом міністерства фінансів, бо безпосередньо завідує певними державними доходами, але користується незалежністю від всього міністерства і від уряду взагалі. У 1883 р. для збільшення доходів була введена тютюнова монополія.
Протягом 1880-х років османський уряд діяльно працював над переозброєнням армії; над організацією армії працювали переважно німецькі інструктори. У 1885 р. Османська імперія поставилась досить спокійно до східно-румелійському перевороту, що сильно зачіпав її інтереси.

### Економічний підйом
У 1889 р. були оголошені вільними раби, власники яких не могли довести, що володіють ними на законній підставі; у 1890 р. прийняті дієві заходи до припинення торгівлі рабами, забороненою ще в 1858 р. Відтоді рабство може вважатися майже зниклим з європейської частини імперії, проте в Малій Азії воно зберігалося меншою мірою аж до оголошення Турецької республіки.
У 1889 р. в Берліні відбувся третейський розгляд суперечки між Портою і бароном Гіршем, власником залізниць в Османській імперії. Третейським суддею був обраний проф. Гнейст. Рішення було значною мірою на користь Порти; завдяки йому Порта придбала право користуватися деякими залізницями і дістала можливість будувати інші, що і було здійснено в Малій Азії.
Два десятиліття, що пройшли після війни 1876—1878 р., були періодом деякого економічного підйому країни і разом з тим деякого поліпшення її міжнародного стану. За цей час покращились її стосунки з найзапеклішими її ворогами. У 1883 р. князь Чорногорський Микола відвідав Константинополь; у 1892 р. в Константинополі був болгарський міністр Стамбулов; дружні взаємини з Болгарією були закріплені в 1898 р. відвідинами Константинополю князем і княгинею болгарськими. У 1893 р. султан отримав в подарунок від імператора Олександра III цінний альбом. У 1894 р. в Константинополі був король сербський. Ще набагато більше значення мало відвідини султана імператором і імператрицею німецькими.

### Бунти у Вірменії і наКриті
Проте внутрішні умови життя залишилися приблизно ті ж самі, і це позначалося в бунтах, які постійно виникали то в одному, то у іншому місці Османської імперії. У 1889 р. почалося повстання на Криті. Повстанці вимагали реорганізації поліції так, щоб вона складалася не лише з мусульман і протегувала не лише мусульманам, нової організації судів тощо. Султан відкинув ці вимоги і вирішив діяти зброєю. Повстання було придушене. В кінці 1894 р. почалися заворушення у Вірменії, викликані безправним положенням цієї країни, особливо розбоями курдів, з яких складалась значна частина війська в Малій Азії. Османи і курди відповідали страшною різаниною, що нагадала болгарські жахи; були вирізані цілі селища; багато вірмен, узятих в полон, піддавалися жорстоким тортурам. Всі ці факти були засвідчені європейськими (переважно англійськими) газетними кореспонденціями, які дуже часто виступали з позицій християнської солідарності і викликали вибух обурення в Англії. На заяву, зроблену із цього приводу англійським послом, Порта відповіла категоричним запереченням справедливості «фактів» і заявою, що справа йшла про звичайне утихомирення бунту. Проте, посли Англії, Франції і Росії в травні 1895 р. пред'явили султанові вимоги про реформи для Вірменії, спираючись на ухвали Берлінського трактату; вони вимагали, щоб чиновники, що керують Вірменією, принаймні наполовину складалися з християн і щоб призначення їх залежало від особливої комісії, в якій християни теж були б представлені; війська курдів в Малій Азії повинні бути виведені. Порта відповіла, що вона не бачить ніякої потреби в реформах спеціально для Вірменії, але що вона має на увазі загальні реформи для всієї держави. Заворушення у Вірменії продовжувалися в 1895 і 1896 рр. 26 серпня 1896 р. бойовики Вірменської Революційної Федерації Дашнакцутюн в самому Константинополі напали на Оттоманський банк, вбили в ньому варту і чиновників і розграбували його; після цього в місті почалася різанина вірменського населення, проведена поліцією і військами. Європейські посли зробили із цього приводу заяву султанові. Цього разу султан визнав потрібним відповісти обіцянкою реформ, яка не було виконано; було введено тільки нове управління вілаєтами, санджаками і нахіями, що не змінила істотно справи.
У 1896 р. почалися нові заворушення на Криті і відразу прийняли небезпечніший характер. Відкрилася сесія національних зборів, але вона не мала ані найменшого авторитету в населення. На допомогу Європи ніхто не розраховував. Повстання розгоралося; загони повстанців на Криті нападали на османські війська, не раз завдаючи їм сильних втрат. Рух знайшов жвавий відгомін в Греції, з якої в лютому 1897 р. на острів Крит вирушив військовий загін під головуванням полковника Вассоса. Тоді європейська ескадра, що складалася з німецьких, італійських, російських і англійських військових суден, і знаходилася під командою італійського адмірала Каневаро, прийняла погрозливе положення. 21 лютого 1897 р. вона почала бомбардувати військовий табір повстанців поблизу м. Канея і примусила їх розійтися. Через декілька днів, проте, повстанцям і грекам вдалося узяти м. Кадано і захопити в полон 3000 османів.
На початку березня на Криті відбувся бунт османських жандармів, незадоволених неотриманням платні протягом багатьох місяців. Бунт цей міг би бути вельми корисний для повстанців, але європейський десант роззброїв їх. 25 березня повстанці провели напад на Канею, але були піддані обстрілу з європейських суден і змушені були відступити з великими втратами. На початку квітня 1897 р. Греція увела свої війська на османську територію, сподіваючись увійти до Македонії, де в той же час відбувалися дрібні бунти. Протягом одного місяця греки були вщент розбиті, і османські війська зайняли всю Фессалію. Греки були змушені просити про мир, який і був підписаний у вересні 1897 р. Територіальних змін не відбулося, окрім невеликого стратегічного виправлення межі між Грецією і Османською імперією на користь останньої; але Греція повинна була сплатити військову контрибуцію в 4 млн османських фунтів.
Восени 1897 р. припинилося і повстання на острові Крит, після того, як султан ще раз обіцяв острову Криту самоврядування. Справді, за наполяганням держав генерал-губернатором острови був призначений принц грецький Георгій, острів отримав самоврядування і зберіг тільки васальні стосунки з Портою. На початку XX ст. на Криті з'явилося помітне прагнення до подальшого відділення острова від імперії і до приєднання до Греції. В той же час (1901) в Македонії продовжувалося смути. Восени 1901 р. македонські революціонери захопили в полон одну американку і вимагали за неї викуп; це завдало великих незручностей Османському уряду, який виявився безсилим забезпечити безпеку іноземців на своїй території. У тому ж році з більшою силою проявився рух младотурецької партії, на чолі якої стояв колись Мидхад-паша; вона стала посилено випускати брошури і листівки османською мовою в Женеві і в Парижі для розповсюдження їх в Османській імперії; в самому Константинополі чимало осіб було арештовано і засуджено до різних покарань за звинуваченням в участі в младотурецької агітації, що належали до чиновницького і офіцерського класу. Навіть зять султана, одружений з його дочкою, виїхав за кордон зі своїми двома синами, відкрито прилучився до младотурецької партії і не побажав повернутися на батьківщину, попри наполегливе запрошення султана. У 1901 р. Порта зробила спробу знищити у себе європейські поштові установи, але спроба ця не увінчалася успіхом. У 1901 р. Франція зажадала від Порти задоволення домагань деяких своїх капіталістів, кредиторів Османської імперії; остання відповіла відмовою, тоді французький флот зайняв Мітілене. Порта поквапилась задовольнити всі вимоги.

## Розпад

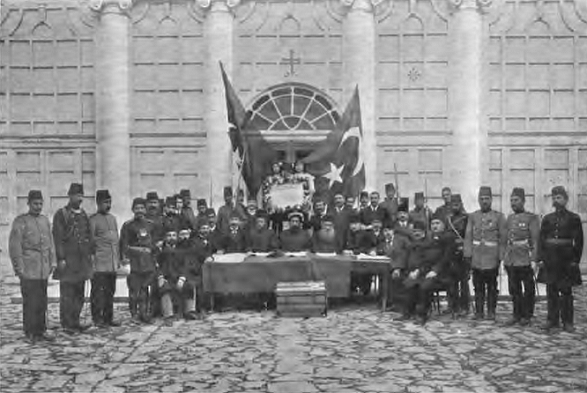
Проголошення Молодотурецької революції (1908).

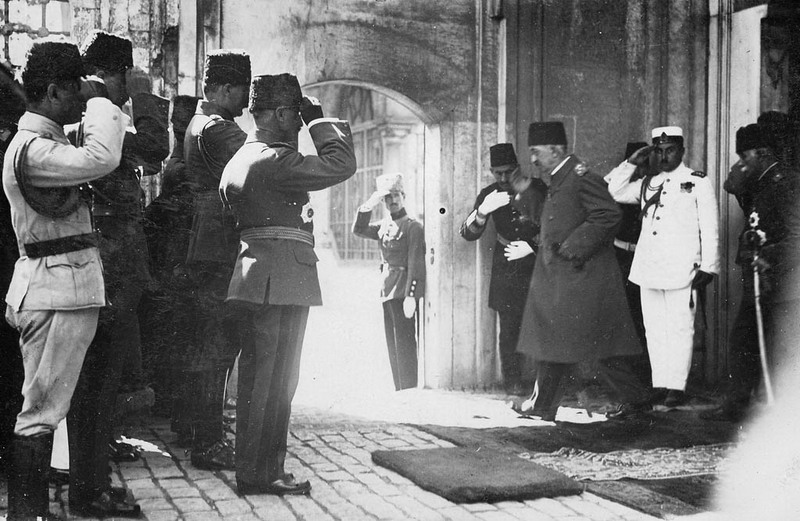
Останній султан Мехмед VI покидає країну після ліквідації монархії (17 листопада 1922).

У XIX столітті на околицях імперії посилилися сепаратистські настрої. Вона почала поступово втрачати свої території й технологічно поступатись Заходу.
1908 року молодотурки повалили султана Абдул-Гаміда II, після чого монархія в Османський імперії стала носити формальний характер. В січні 1913 року становився тріумвірат Енвера, Талаата і Джемалі
1912 року Італія захопила османську Триполітанію і Киренаїку (Лівія). У Першій балканській війні 1912–1913 років імперія втратила переважну більшість своїх європейських володінь: Албанію, Македонію, північ Греції. Проте у 1913 році османам вдалося відвоювати невелику частину земель Болгарії в ході Другої балканської війни.
Заслабла Османська імперія спробувала спертися на допомогу Німеччини. Це втягнуло її в Першу світову війну 1914–1918 років, що закінчилася поразкою Центральних держав. У 1917–1918 роках країни-члени Антанти захопили близькосхідні володіння імперії. Після Першої світової війни Сирія і Ліван перейшли під контроль Франції, Палестина, Йорданія та Ірак — Великої Британії; на заході Аравійського півострова за підтримки англійців (Лоуренс Аравійський) утворилися незалежні держави: Хиджаз, Неджд, Асир і Ємен. Згодом Хиджаз і Асир увійшли до складу Саудівської Аравії.
30 жовтня 1918 року Османська імперія підписала Мудроське перемир'я, за яким 10 серпня 1920 року було укладено Севрський мирний договір. Фактично імперію розчленували, залишивши лише Туреччину й прилеглі території. Одне з найбільших міст Малої Азії — Ізмір — мусило перейти Греції. 15 травня 1919 року його зайняла грецька армія, що спричинило Турецьку війну за незалежність. Турецькі націоналісти під головуванням Ататюрка відмовилися визнати мирний договір і силою вигнали греків з країни. 18 вересня 1922 року Туреччина була звільнена від іноземних військ. Це було зафіксоване в Лозаннському договорі 1923 року, що визначив нові кордони турецької держави. 29 жовтня 1923 була проголошена Турецька республіка, під головуванням Ататюрка.